# وين ويلفونج
وين ويلفونج (بالإنجليزية: Win Wilfong)‏ مواليد 18 مارس 1933 في ميزوري - الوفاة 18 مايو 1985، كان لاعب كرة سلة أمريكي. بدأ مسيرته الاحترافية في سنة 1957. تم اختياره من قبل فريق أتلانتا هوكس خلال الدرافت. بلغ طوله 6 قدم 2 بوصة (1.9 م). حقق المركز الأول في دورة الألعاب الأمريكية 1955. اعتزل اللعب في 1963. لعب مع أتلانتا هوكس وسكرامنتو كينغز.

## الميداليات
| الميدالية | المسابقة                    |
| --------- | --------------------------- |
| ذهبية     | دورة الألعاب الأمريكية 1955 |

## روابط خارجية
- وين ويلفونج على موقع إن بي أي (الإنجليزية)
- وين ويلفونج على موقع سبورتس رفرنس (الإنجليزية)
- وين ويلفونج على موقع كلية كرة السلة في سبورتس رفرنس.كوم (الإنجليزية)
- وين ويلفونج على موقع ريلجم (الإنجليزية)
- وين ويلفونج على موقع بروبوليرز (الإنجليزية)